# Beaufai
Beaufai település Franciaországban, Orne megyében. Lakosainak száma 327 fő (2022. január 1.). Beaufai Aube, Rai, Saint-Evroult-Notre-Dame-du-Bois, Saint-Hilaire-sur-Risle, Saint-Pierre-des-Loges, Saint-Symphorien-des-Bruyères és La Ferté-en-Ouche községekkel határos.

## Népesség
A település népességének változása:
| Lakosok száma | 359  | 347  | 349  | 342  | 338  | 334  | 329  | 327  | 327  |
|               | 2013 | 2015 | 2016 | 2017 | 2018 | 2019 | 2020 | 2021 | 2022 |